# Sweet Sixteen (manzana)
Sweet Sixteen ó MN 1630 es una  variedad cultivar de manzano (Malus pumila). 
Un híbrido del cruce de 'MN 447' x 'Northern Spy'. Fue desarrollado por W.H. Alderman de la Universidad de Minnesota, (Estados Unidos) en 1937. Seleccionado en 1950 e introducida comercialmente en 1977. Las frutas tienen una pulpa de color crema pálido, crujiente y firme, de sabor jugoso, agridulce, aromático. Tolera la zona de rusticidad delimitada por el departamento USDA, de nivel 4 a 7, pudiendo tolerar inviernos fríos.

## Sinonimia
- "MN 1630".

## Historia
'Sweet Sixteent' es una variedad de manzana, híbrido del cruce de 'MN 447' x 'Northern Spy'. Desarrollado y criado a partir de la variedad 'MN 447' como Parental-Madre, mediante una polinización como Parental-Padre por la variedad 'Northern Spy'. Fue desarrollado por W.H. Alderman de la Universidad de Minnesota, (Estados Unidos) en 1937. Seleccionado en 1950 e introducida comercialmente en 1977.
'Sweet Sixteen' está cultivada en diversos bancos de germoplasma de cultivos vivos tales como en National Fruit Collection (Colección Nacional de Fruta) de Reino Unido con el número de accesión: 1976-004 y Nombre Accesión : Sweet Sixteen.

## Características
'Sweet Sixteen' árbol de extensión erguida, vigoroso, productor de cosecha todos los años. Se desarrolla bien en suelo franco arenoso o arcilloso bien drenado y puede tolerar condiciones de sequía. Tiene un tiempo de floración que comienza a partir del 4 de mayo con el 10% de floración, para el 9 de mayo tiene una floración completa (80%), y para el 15 de mayo tiene un 90% caída de pétalos.
'Sweet Sixteen' tiene una talla de fruto es de mediano a grande; forma redonda cónica, contorno irregular, con costillas medias a débiles, con corona muy débil; piel lisa, fina, epidermis con color de fondo es amarillo verdoso pálido, sobre color rojo, importancia del sobre color medio-alto, y patrón del sobre color chapa / rayas presentando un lavado en rojo con un patrón de rayas carmín en la cara expuesta al sol, presenta algunas lenticelas ligeramente más claras, "russeting" (pardeamiento áspero superficial que presentan algunas variedades) muy débil o ausente; cáliz pequeño y cerrado, ubicado en una cuenca poco profunda y estrecha, rodeada por una corona ligera; pedúnculo medio corto y grueso, colocado en una cavidad media-amplia; pulpa de color crema pálido, crujiente y firme, de sabor jugoso, agridulce, aromático, con sabores azucarados, anís y nueces, a veces se tiñe de rojo.
Su tiempo de recogida de cosecha se inicia a mediados o finales de septiembre. Se mantiene bien durante tres meses en cámara frigorífica.

## Usos
Una buena manzana de uso de postre fresca en mesa, también hace excelentes pasteles y salsa de manzana. Gran sabor para aros de manzana seca.

## Susceptibilidades
Resistente tanto a la sarna del manzano como al fuego bacteriano. Algo susceptible a la roya de la manzana y al mildiú polvoriento.

## Ploidismo
Diploide, auto estéril. Grupo de polinización: D, Día 14.